# 勞動女性主義
劳动女性主义（英語：labor feminism）是一个在美國妇女获得投票权后出现的運動。 劳动女性主义者倡导對婦女的保护性立法和特别福利，他们支持使規範妇女工作條件的国家法律通过，扩大妇女参与工会，并且组织起來反对平等权利修正案。

## 1920年代到1970年代
在取得投票權之後，全國婦女黨建議了平等權利修正案。平等權利修正案因被社會女性主義者視為削弱了經由他們所爭取而來的女性工作者待遇改善而遭受其強烈反對。勞動女性主義者(labor feminists)是作為進步時代社會女性主義者繼承者的立場而提出的批評。勞動女性主義者並不想終止所有基於性別而生的區分，而僅僅是那些會傷害女性的。舉例而言，勞動女性主義者認為州法中存在最低工資與最高工時的規定使女性受益。因此，他們持續提倡保護主義式的立法(protectionist legislation)與對於女性應有的特別利益。除了州的工資立法之外，他們還另外尋求增加產假、分娩時的醫療保險，以及對於母親的殘障與失業給付。他們的立場認為，與男人相比，女性擁有不同的需求；並且女性不應由於扮演母親的角色而受到不利益的對待。
1940年代開始，勞動女性主義者將他們的倡議升高到了國家層級。由著名的美國勞工聯合會-產業工會聯合會倡議者Esther Peterson與工會領導人Myra Wolfgang所率領，勞動女性主義者聚集到了美國勞工部婦女局以便推動他們的社會改革事項。該事項包含了相似的工作應同酬、對於男女的工作日縮短，以及對於分娩與養育小孩的社會福利協助。1945年時，他們將1963年公平薪酬法案引入議院，該法案的目的是消除基於性別而來的薪資差異。他們的草案與1963年所通過的最終版本的不同點是，在同工同酬以外他們還要求相類似的工作也應同酬，因為僱主經常低估了婦女對於自身角色的貢獻。直到1963年為止，勞動女性主義者每年都針對該法案提出倡議。
在這段期間，勞動女性主義者亦增加了女性在工會中的參與。他們把工會組織視為一種對僱主施壓強迫其減少男女工資不平等的有效方式。1947年時，他們精心策畫了美國史上最大的女性聯合罷工活動，一共有230,000名接線生走上街頭抗議AT&T，並且還切斷了白宮的電話線路。